# Ken Owen
Ken Owen (Liverpool, 23 de abril de 1970) é um baterista britânico, conhecido por ser o 1° a regressar na banda de grindcore/death metal o Carcass.Também sendo o responsável pelo uso de termos médicos nas letras das músicas da banda.
Após o fim do Carcass em 1996 formou a banda Blackstar (Estrela Negra), com os ex-companheiros Jeff Walker e Carlo Regadas.
Em 1999 sofreu uma hemorragia cerebral e ficou em coma por vários meses, que quase resultou em sua morte. Em uma entrevista em 2006, Jeff Walker disse que tudo em Owen estava fluindo bem, a não ser a impossibilidade de fazer "blast beats" (baquetadas rápidas alternadas ou coincidentes na caixa e no chimbal ou ride) pois Ken atualmente toca bateria em ritmos mais lentos por conta da hemorragia cerebral que o afetou e faz alguns jams com bandas de blues em bares em Londres. Considerado um ícone do Splatter pelas performances nesse estilo musical, criou músicas como "Corporal Jigsore Quandary", " Manifestation Verrucosis of Urethra", "Heartwork", entre outras.

## Discografia

### com o Carcass
Álbuns de estúdio
- Reek of Putrefaction (1988)
- Symphonies of Sickness (1989)
- Necroticism - Descanting the Insalubrious (1991)
- Heartwork (1993)
- Swansong (1996)

EPs
- Pathologic (1989)
- The Peel Sessions (1989)
- Live St. George's Hall, Bradford (1989)
- Tools of the Trade (1992)
- The Heartwork (1994)

Demos
- Flesh Ripping Sonic Torment (1987)
- Keep on Rotting in the Free World (Promo Tape,1995)
- Symphonies of Sickness (1988)
- Pre-Heartwork Parr Street Demos (1993)

Coletâneas
- Wake Up and Smell the... Carcass (1996)
- Best of Carcass (1997)
- Requiems of Revulsion: A Tribute to Carcass (2001)
- Choice Cuts (2004)

Singles
- "Tools of the Trade promo" (1992)
- "Buried Dreams" (1993)
- "Embodiment" (1993)
- "No Love Lost" (1993)
- "Heartwork" (1994)
- "Swansong Free 2 Song Sampler" (1995)

Video/VHS
- Wake Up and Smell the... Carcass (1996)

### com o Blackstar
- Barbed Wire Soul  (1997)
- X (1998)